# استان روی ات

نقشهٔ تایلند و جایگاه استان روی ات.

استان روی اِت یا رویت یکی از استانهای کشور تایلند است. مساحت آن 8299 کیلومترمربع می‌باشد. جمعیت این استان در سال ۲۰۰۰ بالغ بر ۱۲۵۶۰۰۰ نفر برآورد شده است .
استان روی ات از نظر تقسیمات کشوری بخشی از ناحیه شمال خاوری تایلند به حساب می آید. مرکز این استان شهر روی ات است.